# 鄂南會戰
鄂南會戰發生於1926年，地點位於中國湖北省南部，是國民革命軍北伐戰爭的戰鬥之一。

## 戰役經過
1926年7月，國民革命軍連克長沙、湘陰、岳州後，在長沙進行整備。8月26日，國民革命軍對汀泗橋發動攻擊，27日佔領汀泗橋，30日吳佩孚部退守賀勝橋，吳佩孚親率大刀隊反攻，仍被國民革命軍擊潰，國民革命軍乘勝追擊，直驅武漢。9月6日，攻克漢陽，7日攻克漢口，圍攻武昌，10月10日攻克武昌，吳佩孚的部下劉玉春、陳嘉謨被俘。吳佩孚戰敗後，向北退至河南，武漢三鎮盡為國民革命軍所收復。

## 影響
武漢三鎮為國民革命軍所收復，使吳佩孚一蹶不振，加速北洋軍閥的敗亡。